# Tom Hannifan
Thomas Hannifan (Filadelfia, 19 de mayo de 1989) es un comentarista estadounidense, que actualmente trabaja para la empresa Impact Wrestling, con su nombre artístico Tom Hannifan.  Es conocido por su paso en la WWE, en la marca Raw, bajo el nombre artístico Tom Phillips.

## Carrera

### Pre-WWE
La primera experiencia de Hannifan fue de locutor de magafonía en un juego de football de la secundaria, donde también fue jugador. En ese entonces supo inmediatamente que sería su futuro el del periodismo y de comentarista. Sus ganas por querer perfeccionar sus cualidades lo llevó a la Penn State Altoona y al Penn State main campus, gracias a su talento y la perseverancia en querer ser comentarista. Durante su período en Happy Valley, Hannifan integrado en la COMRadio, una radio de estudiantes del Estado de Pensilvania."
Después de laborar en trabajos de ramas de estudiantes como la Big Ten Network, y luego de graduarse de la Universidad Estatal de Pensilvania, Hannifan hizo de comentarista para los juegos de equipos de fútbol y baloncesto de Juniata College en Pennsylvania central, llegando a cobrar $50 dólares por juego. Mientras que en el verano de 2012, se mantuvo con este tipo de trabajos para mantenerse financieramente.

### WWE (2012-2021)
Luego de un año y medio luego de su graduación de la secundaria, Hannifan encontró un oficio llegando a ser una encrucijada con su verdadera vocación. Luego de cuestionarse si lo de comentarista sería un tema para el, Haniffan recibiría una oferta de trabajo por la WWE.
Hannifan condujo entrevistas en el backstage de la WWE, en Raw y siendo el comentarista principal de "WWE Superstars”  junto a Renee Young. Además, fue anunciador principal en SmackDown junto a Jerry Lawler y Byron Saxton, siendo reemplazado luego por el comentarista de NXT Rich Brennan el 27 de agosto de 2015. Luego de haber animado WWE.com's 5 things, Tom es removido y reemplazado por Kyle Edwards.
El 5 de octubre de 2019, WWE anunció que un nuevo equipo de comentarios estará en NXT UK.
El 27 de mayo de 2021, se informó que fue liberado de su contrato con la WWE, esto como parte de una segunda ronda de despidos ejecutados por la empresa, debido a que no se recuperan financieramente por los efectos de la Pandemia por COVID-19.

### Impact Wrestling (2022-presente)
El 8 de enero, según lo informado por Renee Paquette en su cuenta de Twitter, se anunció que Hannifan se unió a Impact Wrestling como el nuevo locutor de jugada por jugada en reemplazo de Matt Striker, quien recientemente fue despedido de la compañía. Hannifan hizo su debut como comentarista con la promoción en el pago por evento Hard To Kill (2022).